# Rosdolne

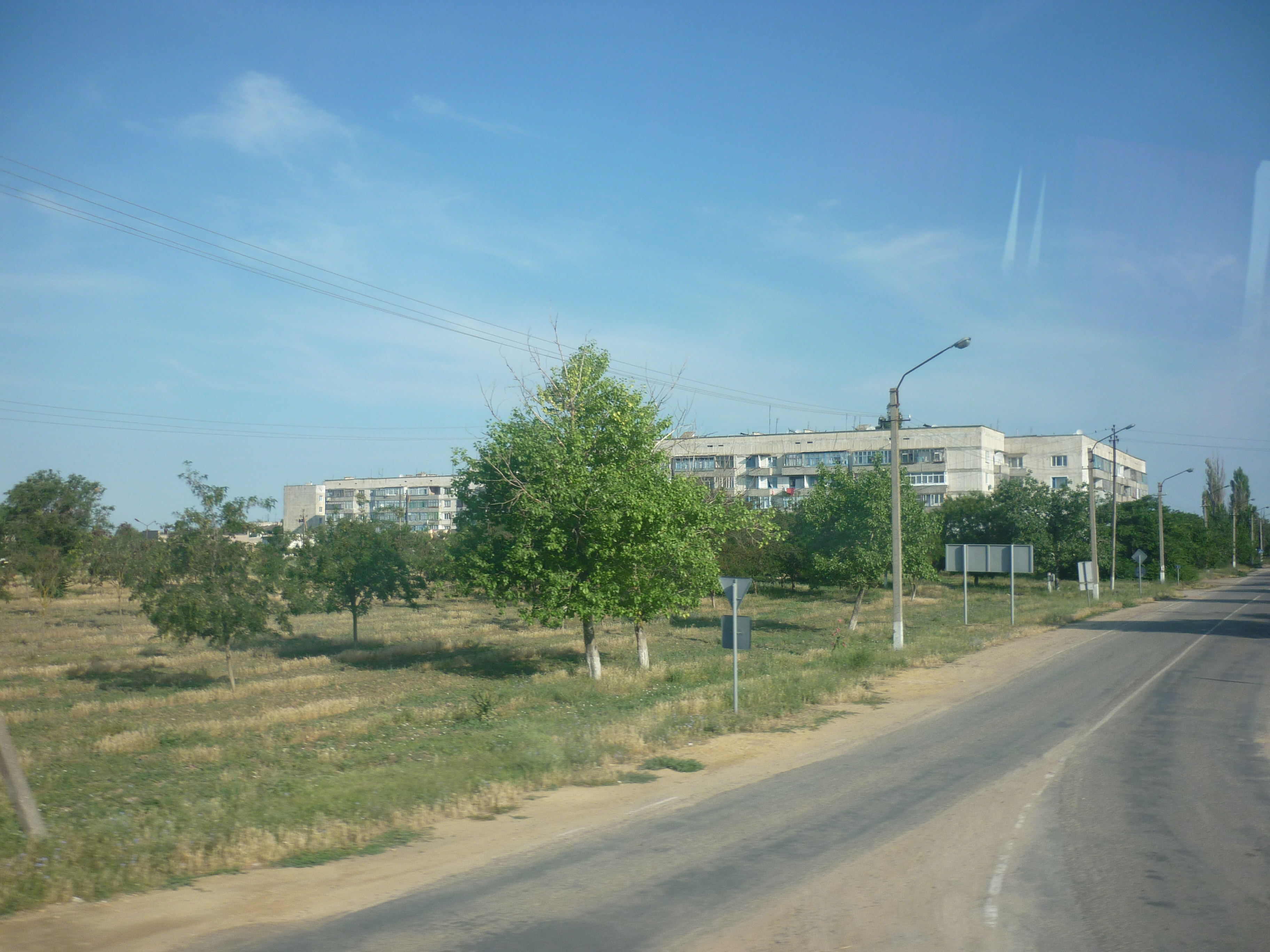
Ansicht von Rosdolne

Rosdolne (ukrainisch Роздольне; russisch Раздольное/Rasdolnoje, krimtatarisch Aqşeyh) ist eine Siedlung städtischen Typs im Norden der ukrainischen Autonomen Republik Krim mit 7300 Einwohnern (2016). Rosdolne ist das administrative Zentrum des gleichnamigen Rajons.

## Geographische Lage
Rosdolne liegt in 7 Kilometer Entfernung zur Schwarzmeerküste, 124 Kilometer nördlich der Hauptstadt der Krim, Simferopol und 60 Kilometer südwestlich von Armjansk.

## Geschichte
Erstmals erwähnt wurde das Dorf mit dem damaligen, tatarischen Namen Aqşeyh im Jahre 1784. Nach dem zweiten Auswanderungswelle der Krimtataren in den 1850er und 1860er Jahren wurde das Dorf von deutschen Kolonisten aus den Schwabenkolonien bei Berdjansk besiedelt, die vorwiegend Schafzucht und Ackerbau betrieben. Diese nannten das Dorf dann analog der russifizierten Variante Ak-Scheich/Akscheich bzw. Deutsch-Akscheich.
Kurz nach Beginn des Großen Vaterländischen Krieges wurde am 18. August 1941 die deutsche Bevölkerung deportiert, zunächst in die Region Stawropol, und dann nach Sibirien und ins nördliche Kasachstan. Vom 30. Oktober 1941 bis zum 13. April 1944 war das Dorf von Truppen der deutschen Wehrmacht besetzt.
Im Zusammenhang mit der Deportation der Krimtataren von der Krim wurde das Dorf 1944 von Akscheich (russisch Акше́йх) in Rasdolnoje/Rosdolne umbenannt. Seit 1960 hat die Ortschaft den Status einer Siedlung städtischen Typs.

### Bevölkerungsentwicklung
| Jahr      | 1926 | 1939  | 1959  | 1970  | 1979  | 1989  | 2001  | 2016  |
| --------- | ---- | ----- | ----- | ----- | ----- | ----- | ----- | ----- |
| Einwohner | 148  | 1.065 | 1.827 | 5.213 | 6.915 | 7.845 | 8.175 | 7.291 |

Quelle: 1926, 1959–2016

## Rajon
Rosdolne ist Verwaltungssitz des gleichnamigen Rajons. Der Rajon Rosdolne befindet sich im Norden der Halbinsel Krim an der Karkinitska-Bucht des Schwarzen Meeres. Er hat 34.400 Einwohner und eine Fläche von 1231 Quadratkilometer. Die Bevölkerungsdichte beträgt 28 Einwohner pro Quadratkilometer.